# Mezzo Buttress
Mezzo Buttress (englisch für Mittelpfeiler) ist eine rund 1000 m hohe Felssäule an der Graham-Küste des Grahamlands im Norden der Antarktischen Halbinsel. Sie ragt unmittelbar östlich der Mündung des Lawrie-Gletschers in die Barilari-Bucht auf.
Teilnehmer der British Graham Land Expedition (1934–1937) unter der Leitung des australischen Polarforschers John Rymill kartierten sie. Das UK Antarctic Place-Names Committee benannte sie 1959 so, weil sie an ihrer Frontseite etwa zur Hälfte diagonal aus rotem bzw. schwarzem Gestein besteht.